# Štikovo
Štikovo je selo u Hrvatskoj, u Šibensko-kninskoj županiji.

## Zemljopis
Nalazi se u Drniškoj krajini, nekoliko kilometara zapadno od Vrlike i Maovica i južno od Kijeva.

## Stanovništvo

### Popis stanovništva 1991.
Godine 1991. u Štikovu je živjelo 360 stanovnika, od čega 30 Hrvata, 324 Srbina i 6 ostalih.
| broj stanovnika | 496   | 509   | 496   | 626   | 739   | 741   | 740   | 830   | 741   | 763   | 749   | 673   | 498   | 360   | 82    | 45    | 31    |
|                 | 1857. | 1869. | 1880. | 1890. | 1900. | 1910. | 1921. | 1931. | 1948. | 1953. | 1961. | 1971. | 1981. | 1991. | 2001. | 2011. | 2021. |

## Uprava
Pripada Gradu Drnišu. 

## Povijest

### Drugi svjetski rat
Mjesto je teško stradalo u Drugom svjetskom ratu. Prema izvješću mjesne privremene oružničke postaje, 19. prosinca 1941. godine u 19.55 sati četnici su napali privremenu postaju Štikovo. Četničkih napadača bilo je oko 1.300-1.400. Sa svih su strana opkolili postaju u kojoj je bilo svega 22 oružnika i domobrana, te iz strojnih pušaka i pušaka stalno su pucali sve do 7 dana ujutro sljedećeg dana. Kad su vidili da nema oružnika i da se više nitko ne odupire, sašli su četnici u selo. Tad su ubili ove Hrvate:
- 1. Vujević Iliju pok. Ivana (zaklali ga ispod vrata i potom pucali u istog)
- 2. Vujević Grgu pok. Marka ubili iz puške.
- 3. Puću Matu Milina iz puške u prsa.
- 4. Puću Petra pok. Luke ubili i oči kopali nožem.
- 5. Vujević Juru pok. Ante ubili iz puške.
- 6. Vujević Mariju ženu Grginu.
- 7. Vujević Petra pok. Ante zaklali i potom pucali u istog.
- 8. Vujević Maru ženu Petra ubili i potom istoj dojke rezali i na istu stavili dijete od 9 mjeseci da sisa.
- 9. Vujević Boju kćer Petrovu ubili, a potom prste rezali.
- 10. Vujević Milu sina Petrova.
- 11. Vujević Stanu ženu Ilijinu.

Sve naprijed navedenih leševa četnici su klali i ubili iz puške. Oružnika razvodnika Andriju Bjeloperu uhvatili su živa. Odsjekli su mu uši pred kućama Kneževića i otjerali u planinu
te ubili. U ovom koljačkom pohodu četnici su otjerali sve blago od Vujevića te su odnijeli
sve iz kuća ne ostavivši ništa. Četnici su napali i ophodnju ove privremene oružničke postaje. 
Oružnici i domobrani držali su vatru sve do 3 sata ujutro, a potom su se povukli, dio prema Siveriću, dio prema Vrlici.
Za te pokolje odgovoran je četnički vojvoda Momčilo Đujić. Pod njegovim su zapovjedništvom četnici počinili mnoge zločine nad hrvatskim stanovništvom. Krajem 1942. i početkom 1943. godine Đujić je sa svojim četnicima počinio pokolje po selima Gata, Tugare, Cista, Gornji Dolac, Zvečanje, Dugopolje, Štikovo, Maovice, Otavice, Vinalić, Kijevo i Garjak.

### Domovinski rat
Štikovo se od 1991. do 1995. godine nalazilo pod srpskom okupacijom.